# Bobby Valentino
Bobby V (tên thật là Bobby Wilson sinh ngày 27 tháng 2, năm 1980) là một ca sĩ R&B người

## Tiểu sử

### Bắt đầu sự nghiệp âm nhạc
Sinh ra tại Jackson, Mississippi, anh chuyển tới Atlanta, Georgia và theo học trường cấp 3 North Atlanta. Anh quay trở lại đó để tham gia sự kiện ra mắt Once Upon A Prom Lưu trữ ngày 17 tháng 8 năm 2007 tại Wayback Machine được phát sóng trên MTV ngày 19 tháng 5, năm 2007. Tài năng của Bobby V được phát hiện trong một lần anh ca hát trên xe buýt, đã giúp anh trở thành ca sĩ chính của nhóm tứ ca Mista. Là một trong những tài năng trẻ của Organized Noise Family, Bobby đã cảm nhận được sự tuyệt diệu của âm nhạc từ những đàn anh đi trước như Outkast, TLC, và Goodie Mob. Năm 1996, Mista phát hành album đầu tay và đã tạo ra một hit lọt vào top, "Blackberry Molasses," mà âm hưởng của nó vẫn còn tồn tại cho đến tận ngày hôm nay. Album thứ 2 được thực hiện cùng với chuyên gia tạo ra các hit, Tim & Bob và Delite, nhưng những bất đồng trong quan điểm đã khiến nhóm nhạc này tan rã. Một thời gian ngắn sau đó, V quyết định tiếp tục con đường học vấn của mình và theo học Mass Communications tại trường đại học Clark Atlanta. Tại trường đại học, V vẫn tiếp tục thu âm với hy vọng một ngày nào đó sẽ quay trở lại sàn diễn.
Sau khi tốt nghiệp với bằng Cử nhân Nghệ thuật vào năm 2003, V quay trở lại phòng thu. Bobby V đã thử bắt đầu sự nghiệp ca hát của mình bằng cách tham gia cuộc thi American Idol, nhưng đã bị loại bởi 2 giám khảo của cuộc thi: Simon Cowell và Randy Jackson. Tuy nhiên, với 3 album demo trong tay, trong một lần tình cờ, bản demo của anh đã lọt vào tay Ludacris-chủ nhân của vô số đĩa bạch kim. Ấn tượng bởi tài năng của anh, Ludacris và đồng nghiệp, Chaka Zulu (chủ tịch của DTP) đã nhận V vào hãng thu âm Disturbing Tha Peace Records như một ca sĩ R&B đầu tiên. Ngay sau đó, V được biết đến như một ca sĩ solo trong ca khúc "Pimpin All Over The World", nằm trong đĩa bạch kim "The Red Light District" năm 2004 của rapper Ludacris.
Bobby V còn là một thành viên của Kappa Alpha Psi.

### Bobby Valentino-Album đầu tay
Hiện nay Bobby Valentino đang đầu quân cho nhà sản xuất âm nhạc Island Def Jam và là một thành viên của thương hiệu Disturbing tha Peace do Ludacris sáng lập. Đĩa đơn đầu tay năm 2005, "Slow Down" nằm trong album riêng của Bobby Valentino đã lọt vào top 10 trên bảng xếp hạng Billboard Hot 100 tại Mĩ, và được phát sóng rộng rãi trên radio và truyền hình. Năm 2005, anh tham gia biểu diễn R&B/hip-hop cùng với Bow Wow và Omarion trong Scream 4 Tour. Sau đó, Valentino tung ra đĩa đơn thứ 2 nằm trong album đầu tay của anh, bản remix "Tell Me" với sự góp giọng của Lil' Wayne, và đĩa đơn thứ 3 mang tên "My Angel".

### Special Occasion

Đĩa đơn đầu tiên nằm trong album mới của Bobby V: Special Occasion (được tung ra ngày 8 tháng 5, năm 2007) mang tên "Turn the Page." Đĩa đơn thứ 2 "Anonymous" (với sự góp giọng của Timbaland) đã được phát hành và giới thiệu vào ngày 9 tháng 4 trên BET.
Anh sẽ thủ vai Barry trong một vở kịch được chuyển thể thành phim, Mama, I Want to Sing! được trình chiếu vào đầu năm 2008.

### Các album
- 2005: Bobby Valentino
- 2007: Special Occasion

### Danh sách đĩa đơn
- 2005: "Slow Down"
- 2005: "Tell Me" (có sự tham gia của Lil Wayne)
- 2005: "My Angel"
- 2006: "Turn the Page"
- 2007: "Anonymous" (cùng Timbaland)
- 2007: "Rearview (Ridin')" (cùng Ludacris)

### Ca khúc tham gia hát phụ
- 2005: "Pimpin' All Over the World" (Ludacris hát cùng Bobby Valentino)

## Danh sách giải thưởng/đề cử
- Giải Image
  - 2006, Nghệ sĩ mới xuất sắc nhất (đề cử)
- Giải Soul Train
  - 2006, Đĩa đơn nhạc R&B/Soul hay nhất: "Slow Down" (đề cử)
  - 2006, Nghệ sĩ nhạc R&B/Soul hay Rap mới hay nhất: "Slow Down" (đề cử)
- Giải Vibe
  - 2005, Reelest Video: "Pimpin' All Over the World" (đề cử)

## Danh sách các bộ phim
- Mama, I Want to Sing! vai Barry
- Where the Wild Things Are (phim) (tin đồn)